# Afroiassus illex
Afroiassus illex är en insektsart som beskrevs av Rauno E. Linnavuori 1969. Afroiassus illex ingår i släktet Afroiassus och familjen dvärgstritar. Inga underarter finns listade i Catalogue of Life.